# Milaș, Bistrița-Năsăud
Milaș, mai demult Milașul Mare, (în maghiară Nagynyulas, colocvial Nyulas, în germană Hasendorf, în trad. "Satul cu iepuri", "Iepureni") este satul de reședință al comunei cu același nume din județul Bistrița-Năsăud, Transilvania, România.

## Date geologice
În subsolul localității se găsește un masiv de sare.

## Istoric
Localitatea Milaș este atestată documentar din anul 1315.

## Vechea mănăstire
Dacă clopotul, a cărui inscripție a publicat-o Șematismul jubilar din anul 1900 al arhidiecezei Blajului, a aparținut într-adevăr mănăstirii de aici, atunci cea mai veche amintire despre mănăstire o avem din 1733. La început mănăstirea a fost greco-catolică, mai târziu au ocupat-o neuniții. În anul 1765 nu avea preot, avea însă un dascăl Ștefan, pomenit și la 1759.

## Personalități
- Iuliu Hossu (1885-1970), episcop greco-catolic de Cluj-Gherla, cardinal.
- Ion Buzea (n.1934), tenor, solist de operă, a cântat pe cele mai importante scene ale lumii, cetățean de onoare al municipiului Cluj-Napoca.

## Galerie de imagini

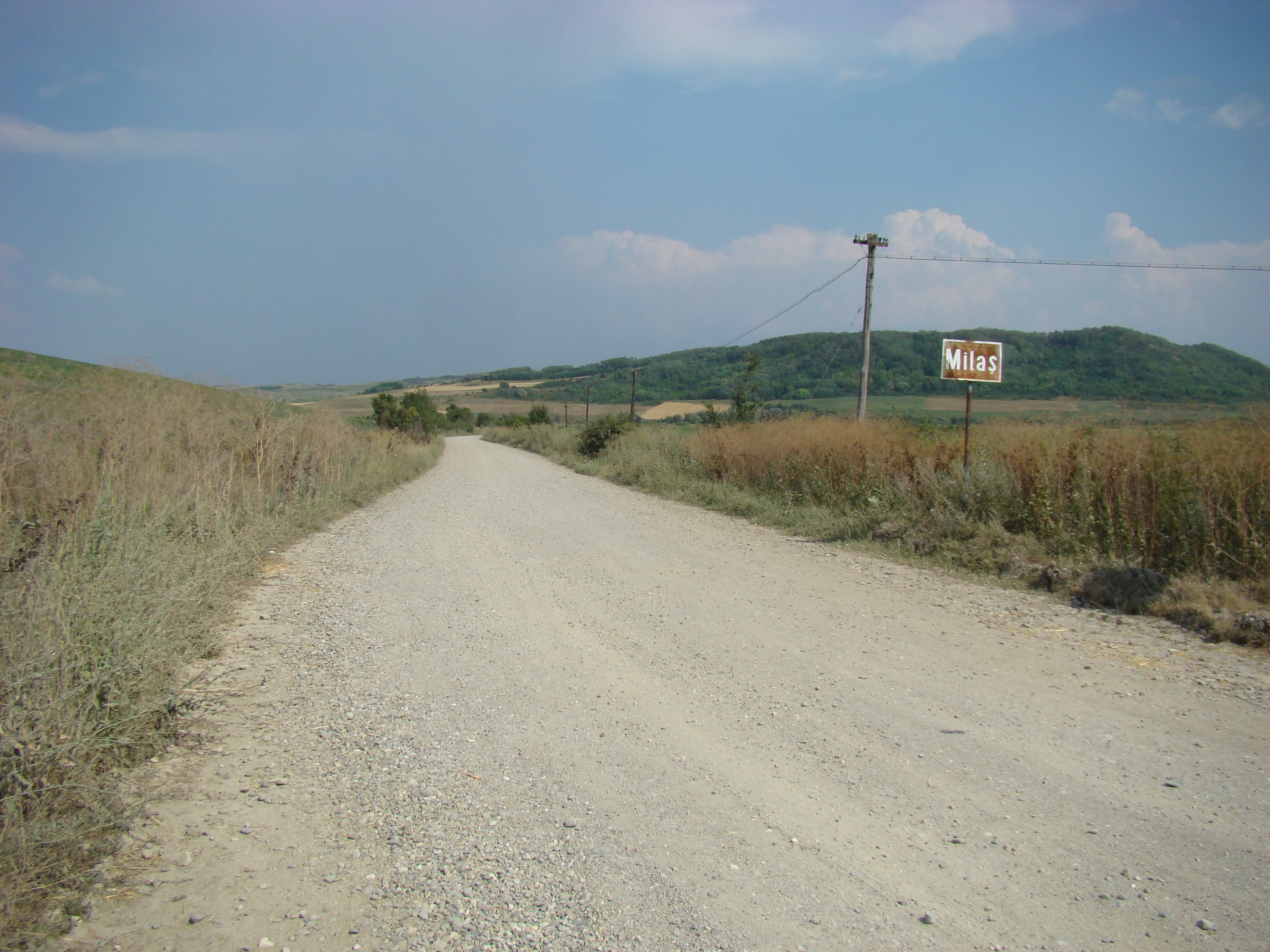
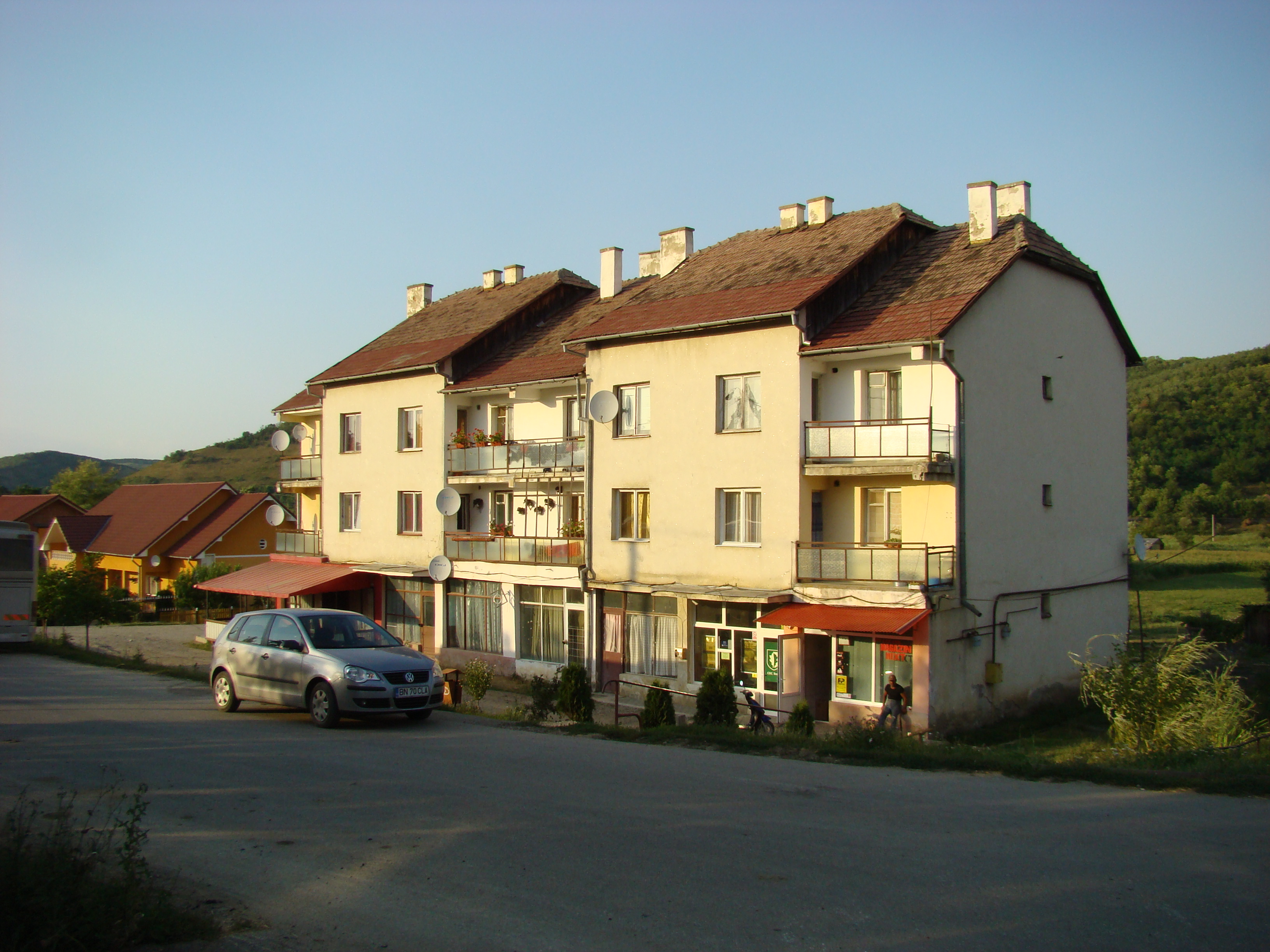
Milaș, centrul localității
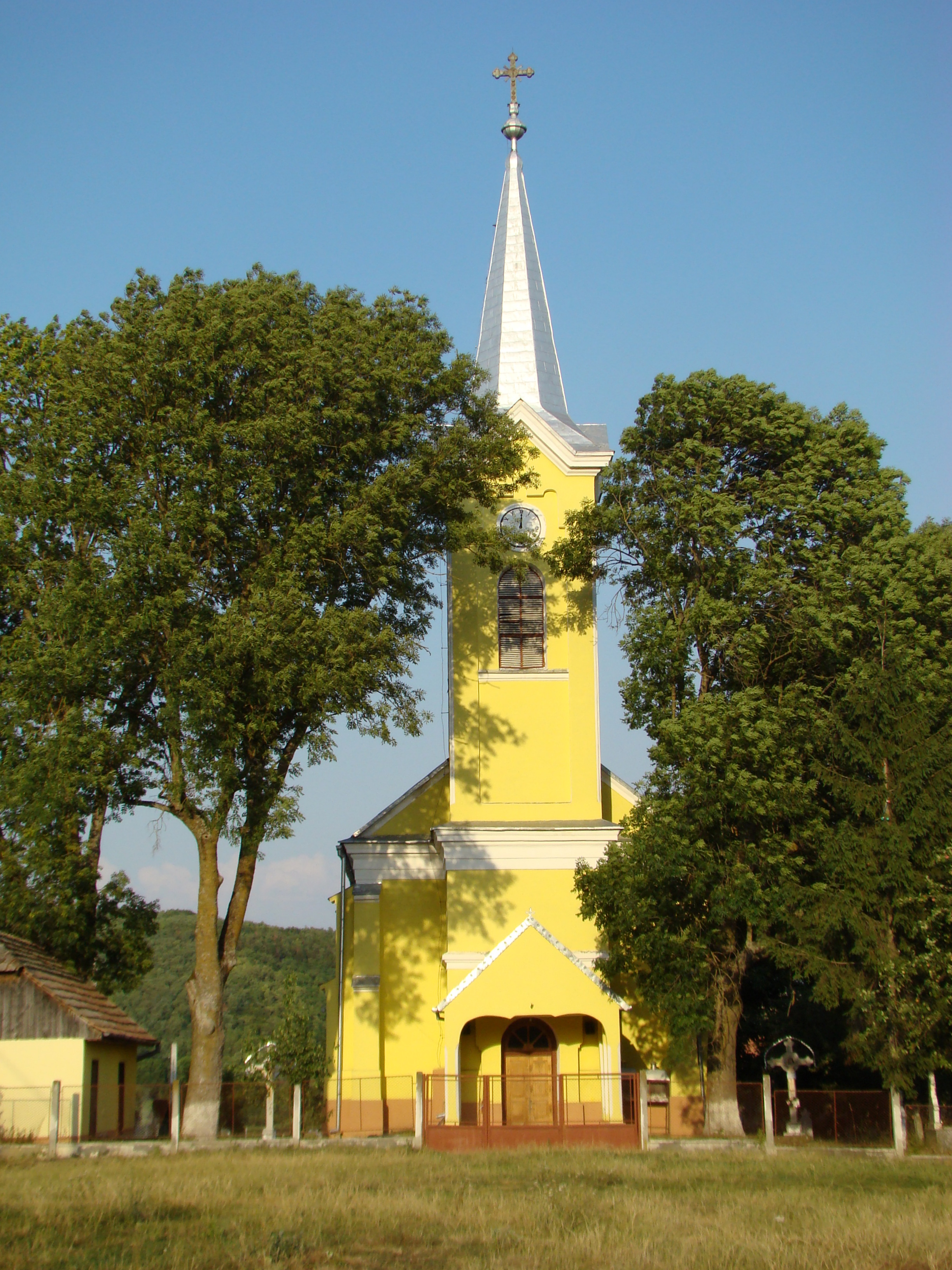
Biserica „Sfinţii  Arhangheli Mihail şi Gavriil”
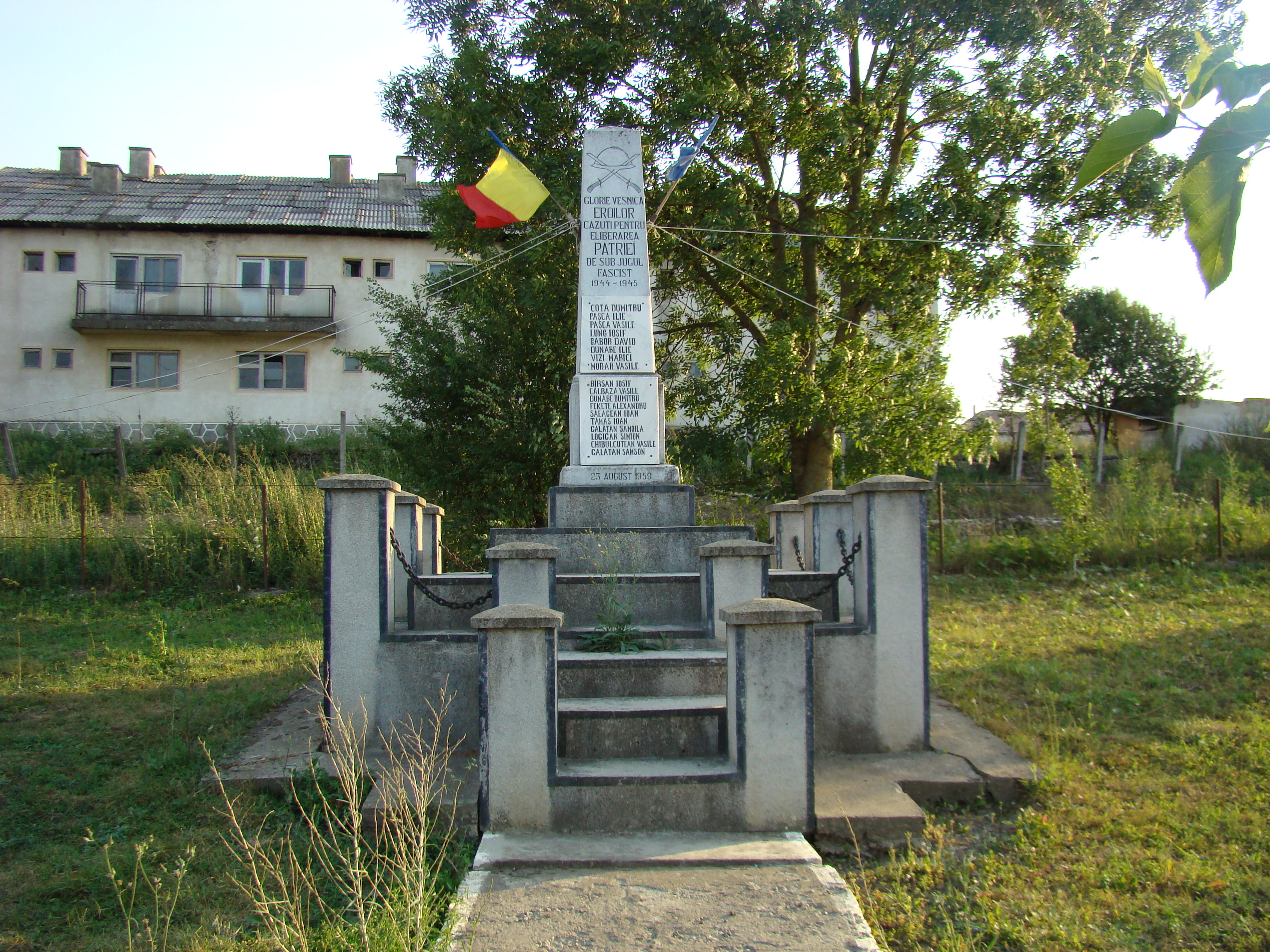
Monumentul Eroilor